# Угриновачка улица (Земун)
| Улица · Угриновачка      | Улица · Угриновачка |
| ------------------------ | ------------------- |
|                          |                     |
| Општина                  | Земун               |
| Почетак                  | Сенски трг          |
| Крај                     | Угриновачки пут     |
| Дужина                   | 2977 m              |
| Названа                  | 1889.               |
|                          |                     |
|                          |                     |
| Градски стадион у Земуну |                     |

Угриновачка је једна од улица која се налази у Земуну. 
Простире се од Сенског трга до Угриновачког пута. Паралелна је са улицама цара Душана и Првомајском. Секу је улице Новоградска, Бранка Пешића, Тршћанска. Дужина улице је 2.977 метара. 
Угриновачка улица је добила овај назив 1889. године по сремском селу Угриновцима. Мењала је назив током 1942-1944, када се звала Бана Јелачића.
Њом саобраћају аутобуске линије градског превоза: 18, 45, 81, 83, 85 и 612.
Од значајних објеката у овој улици се налазе:
- Градски стадион у Земуну, Угриновачка 80
- пошта Београд 146, Угриновачка 210/Б